# Akkumulation (Börse)
Akkumulation (auch Aufstockung) ist eine Investmentstrategie, die darauf beruht, eine Wertpapierposition zu halten und gegebenenfalls bei günstigeren Kursen zuzukaufen.
Wenn ein Finanzanalyst empfiehlt, ein Wertpapier zu akkumulieren, bringt er damit zum Ausdruck, dass sich das Papier seiner Meinung nach gleich gut bzw. besser als der mit dem Wertpapier verbundene Gesamtmarkt entwickeln wird. 
Die Empfehlung Akkumulieren ist eine Zwischenstufe zwischen Kaufen (gute Bewertung) und Halten (neutrale Bewertung).